# ولادیمیر موراوک
ولادیمیر موراوک (چکی: Vladimír Morávek؛ زادهٔ ۹ آوریل ۱۹۶۵) کارگردان فیلم، و فیلم‌نامه‌نویس اهل جمهوری چک است. در سال ۱۹۸۹، او در رشته کارگردانی از آکادمی هنرهای نمایشی یاناچک در برنو فارغ‌التحصیل شد.
از فیلم‌ها یا مجموعه‌های تلویزیونی که وی در آن‌ها نقش داشته‌است، می‌توان به کسالت در برنو اشاره نمود.